# آرام آمیربکیان
گریگور بگلاری آمیربکیان (ارمنی: Գրիգոր Բեգլարի Ամիրբեկյան) با نام هنری آرام آمیربکیان (ارمنی: Արամ Ամիրբեկյան؛ انگلیسی: Aram Amirbekyan؛ ۱۲ ژانویهٔ ۱۸۹۱ – ۲۷ ژانویهٔ ۱۹۷۱) یک بازیگر اهل ارمنستان بود. وی بین سال‌های ۱۹۲۶ تا ۱۹۴۹ میلادی فعالیت می‌کرد. آمیربکیان از نخستین هنرپیشگان سینمای ارمنستان بوده است.

## زندگی‌نامه
آمیربکیان در ۱۲ ژانویهٔ ۱۸۹۱ در تفلیس به دنیا آمد و در مدرسه نرسیسیان تحصیل نمود. برنده جوایزی همچون هنرمند مردمی ارمنستان شوروی (۱۹۶۴) شد. وی در ۲۷ ژانویهٔ ۱۹۷۱ در سن ۸۰ سالگی در ایروان درگذشت.

## گزیده فیلمشناسی
از فیلم‌ها یا برنامه‌های تلویزیونی که وی در آن نقش داشته است می‌توان به آثار زیر اشاره کرد.
- زاره (۱۹۲۶)
- شور و شورشور (۱۹۲۶)
- برده (۱۹۲۷)
- گیکور (۱۹۳۴)
- نازار شجاع (۱۹۴۰)
- آناهیت (۱۹۴۷)